# センティネクス
センティネクス （Centinex）は、スウェーデンのデスメタルバンド。デスラッシュやメロディックデスメタルにカテゴライズされることも多い。

## 略歴
1990年9月から10月にかけて結成される。1991年3月に、デモテープ『End of Life』をリリース。この時のメンバーは、マティアス・ランプ (Vo)、ラッセ・エリクソン (Vo)、アンドレアス・エヴァルドソン (G)、マーティン・シュルマン (B)、ペル・グセリウス (Ds)であった。デスメタルバンドとしては珍しいツインボーカル体制であった。このデモテープがきっかけで、スウェーデンのインディーズレーベル、アンダーグラウンド・レコードと契約。ドラマーがヨアキム・グスタフソンに交代して、1992年に1stアルバム『Subconscious Lobotomy』をリリースする。同アルバムは、ディスメンバーやエントゥームドを担当していた、音楽プロデューサー、トマス・スコッグスベリによってプロデュースされた。
1993年早々に、ラッセ・エリクソンが脱退し4人体制になる。プロモーション用テープ『Under The Blackened Sky』をリリースし、ワイルド・ラッグ・レコードと契約する。同プロモーション用テープは、同年にEPとして再発された。その後、2人目のギタリストとして、ダニエル・ファグネフォシュが加入する。しかし、諸所の問題によりダニエル・ファグネフォシュは2ヶ月で脱退した。1994年になって、ケネス・ヴィクルンドが2人目のギタリストとして加入する。同年には、ダン・スワノのプロデュースで、EP『Transcend the Dark Chaos』をリリースする。1995年にヨアキム・グスタフソンが脱退したが、ドラマーの補充は行われず、ドラムマシンを用いて活動を継続する。
1996年に2ndアルバム『Malleus Maleficarum』をリリース。同アルバムは、1994年リリースの『Transcend the Dark Chaos』に新たに3曲の新曲を加えてリリースされた。新曲の3曲は、ヒポクリシーの活動で知られるピーター・テクレンによってプロデュースされた。同アルバムのリリース後、デンマークのエマンズィパッション・プロダクションズに移籍。翌1997年に3rdアルバム『Reflections』をリリース。同年中に、スペインのリパルス・レコードに移籍する。1998年に4thアルバム『Reborn Through Flames』及びEP『Shadowland』をリリース。リリース後、アンドレアス・エヴァルドソンとマティアス・ランプが脱退し、ヨナス・キェルグレンとヨハン・ヤンソンが加入する。ヨナス・キェルグレンの加入により、以後のレコーディングは、全てヨナス・キェルグレンの所有するBlack Lounge Studiosで行われることとなった。
1999年リリースのEP『Bloodhunt』のリリース後、4年間不在だったドラマーとしてケネット・エングルンドが加入する。2000年に5thアルバム『Hellbrigade』をリリースする。同アルバムはサウンドホリックから日本盤がリリースされ、日本デビューを果たした。その後、所属していたリパルス・レコードが倒産したため、イギリスのキャンドルライト・レコードに移籍。2002年に6thアルバム『Diabolical Desolation』をリリース。このアルバムの完成前後に、ケネス・ヴィクルンドが脱退し、ヨハン・アールベリが加入する。2004年に7thアルバム『Decadence: Prophecies of Cosmic Chaos』をリリース。このアルバム完成後には、ケネット・エングルンドが脱退し、ロニー・ベルガーストールが加入する。
レーベルディールをコールド・レコード/リゲイン・レコードに移して、2005年に8thアルバム『World Declension』をリリース。そして、2006年4月にセンティネクスは解散した。解散後、各メンバーはそれぞれ別々のバンドで活動を継続していた。
2014年1月24日、オフィシャルフェイスブックにて再結成がアナウンスされた。再結成のメンバーは、解散時のメンバーであり中心メンバーだったマーティン・シュルマン (B)に加えて、2003年に脱退したケネット・エングルンド (Ds)が参加。新たに、アレクサンデル・ヘグボム (Vo)とスヴァルケル・ウィドグレン (G)が加入した。再結成後にアゴニア・レコードと契約。2014年に9thアルバム『Redeeming Filth』をリリース。2016年に10thアルバム『Doomsday Rituals』をリリース。
2018年4月15日、ボーカリストのアレクサンデル・ヘグボムが脱退した。脱退の理由は、別のバンドに注力するため。
2019年1月に、同年に新ラインナップとなり、新アルバムをリリースし、新たなツアーを行うと予告があった。そして予告の通り、同年9月に新ラインナップが発表された。結果的に、中心人物のマーティン・シュルマン以外のメンバーが全員脱退し、新たにヘンカ・アンデション (Vo)、ヨルゲン・クリステンセン (G, Back Vo)、ニッケ・オルソン (Ds)が加入した。
2020年1月より、新アルバムの録音を開始するが、2月にドラマーがオルソンからフロリアン・レーン (Ds)に交代したことが発表された。オルソンの在籍期間は僅か5か月ほどであった。なお、発表の中でオルソンの脱退の理由は明らかにされておらず、オルソンに対する感謝の言葉のみが記されている。
ちなみに、ヨアキム・グスタフソンの脱退からケネット・エングルンドの加入までの間にリリースされた作品のクレジットタイトルのドラマーの部分には、Kalimaaと表記されているが、前述の略歴から分かるように、ドラムマシンのことであり、人間のドラマーのことではない。

## メンバー

### 現在のメンバー
- ヘンリク・"ヘンカ"・アンデション (Henrik "Henka" Andersson) - ボーカル (2019 - )
マカーブ・ディケイなどで活動。
- ヨルゲン・クリステンセン (Jörgen Kristensen) - ギター、バッキング・ボーカル (2019 - )
ドーン・アウェイクンなどで活動。
- マーティン・シュルマン (Martin Schulman) - ベース (1990 - 2006, 2014 - )
センティネクスのオリジナルメンバーで、全期間在籍している唯一のメンバー。
インターメント、デモニカルでも活動。
- フロリアン・レーン (Florian Rehn) - ドラムス (2020 - )
スカルドレインでも活動。

### 旧メンバー
- マティアス・ランプ (Mattias Lamppu) - ボーカル (1990 - 1998)
- ラッセ・エリクソン (Lasse Eriksson) - ボーカル (1990 - 1993)
- ヨハン・ヤンソン (Johan Jansson) - ボーカル (1998 - 2006)
デラモート、インターメント、デモニカル、Regurgitateでも活動。
- アレクサンデル・ヘグボム (Alexander Högbom) - ボーカル (2014 - 2018)
オクトーバー・タイドなどでも活動。
- アンドレアス・エヴァルドソン (Andreas Evaldsson) - ギター (1990 - 1998)
- ダニエル・ファグネフォシュ (Daniel Fagnefors) - ギター (1993)
- ケネス・ヴィクルンド (Kenneth Wiklund) - ギター (1994 - 2001)
- ヨナス・キェルグレン (Jonas Kjellgren) - ギター (1998 - 2006)
音楽プロデューサーとしても有名。カーナル・フォージ、デラモート、スカー・シンメトリー、ワールド・ビロウでも活動。
- ヨハン・アールベリ (Johan Ahlberg) - ギター (2001 - 2006)
- スヴァルケル・ウィドグレン (Sverker Widgren) - ギター (2014 - 2019)
デモニカル、ダイアボリカルでも活動。
- ペル・グセリウス (Per Guselius) - ドラムス (1990 - 1991)
- ヨアキム・グスタフソン (Joakim Gustavsson) - ドラムス (1991 - 1995)
- ケネット・エングルンド (Kennet Englund) - ドラムス (1999 - 2003, 2014 - 2019)
2003年に脱退。2014年の再結成に参加。2019年に再度脱退した。
デラモート、インターメント、アンキャニーでも活動。カタトニアのライヴにセッションで参加したことがある。
- ロニー・ベルガーストール (Ronnie Bergerståhl) - ドラムス (2003 - 2006)
アマラン、Julie Laughs Nomore、ワールド・ビロウ、トリトン・エニグマ、グレイヴ、デモニカルでも活動。
- ニッケ・オルソン (Nicke Olsson) - ドラムス (2019 - 2020)
ヘイヴン、ハイドロジェン、ビヨンド・ヴィジョンズ、チェーンソーなどで活動。

## ディスコグラフィ

### アルバム
- 1992年 Subconscious Lobotomy
- 1996年 Malleus Maleficarum
- 1997年 Reflections
- 1998年 Reborn Through Flames
- 2000年 Hellbrigade
- 2002年 Diabolical Desolation
- 2004年 Decadence: Prophecies of Cosmic Chaos
- 2005年 World Declension
- 2014年 Redeeming Filth
- 2016年 Doomsday Rituals

### シングル・EP
- 1993年 Under the Blackened Sky (EP)
- 1994年 Transcend the Dark Chaos (EP)
- 1998年 Shadowland (EP)
- 1999年 Bloodhunt (EP)
- 2000年 Apocalyptic Armageddon (EP)
- 2003年 Deathlike Recollections (Single)
- 2004年 Live Devastation (EP)

### スプリット
- 1995年 Sorrow of the Burning Wasteland / Diabolical Ceremonies (Invertedとのスプリットシングル)
- 2003年 Hail Germania (Nunslaughterとのスプリットシングル)

### デモ
- 1991年 End of Life
- 1993年 Under the Blackened Sky